# Байшия

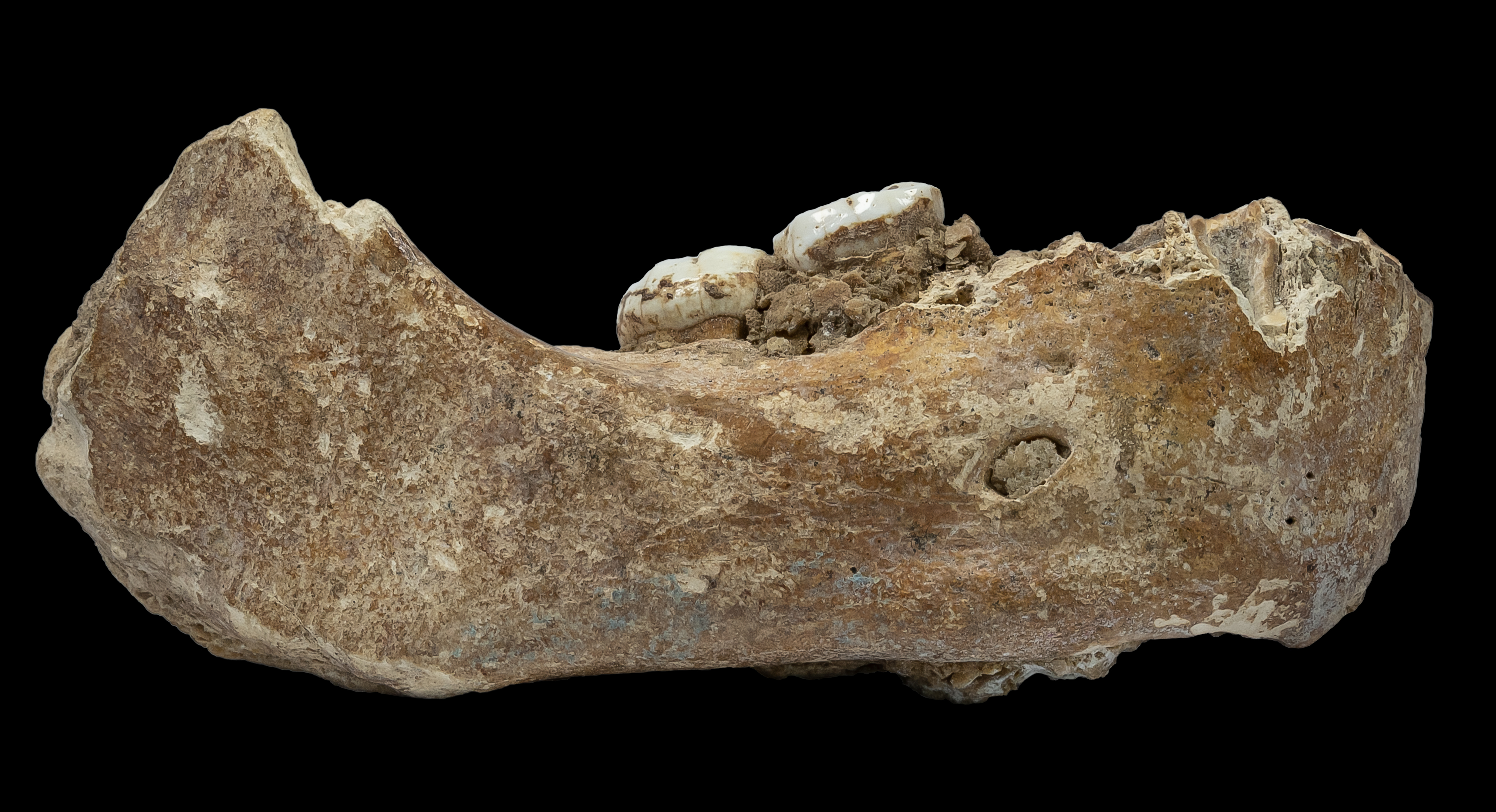
Челюсть денисовца из пещеры Байшия

Пещера Байшия́ (кит. упр. 白石崖溶洞, пиньинь Báishíyá róngdòng, буквально: «пещера в белом утёсе») — карстовая пещера в уезде Сяхэ́ Ганьнань-Тибетского автономного округа провинции Ганьсу (КНР). Это тибетское буддийское святилище и высокогорный палеоантропологический памятник на северо-восточном краю Тибетского нагорья.
Пещера Байшия расположена в районе посёлка Ганьцзя (甘加镇) в устье реки Цзянла (приток реки Янцюй). Она расположена на южной стороне горы Далицзяшань у подножия белой скалы. Пещера имеет длину более 1 км (3281 фут). В пределах 80 метров (260 футов) от входа зимняя дневная температура пещеры обычно составляет 8-9 ° C (46-48 ° F), что подходит для проживания в суровые зимы Тибетского плато. Считается, что это бывшая обитель Падмасамбхавы и бодхисаттвы Тары. Это популярное место для монахов, чтобы поститься и медитировать. Это также место паломничества тибетских буддистов и туристическая достопримечательность. В 1982 году 10-й Панчен-лама почтил это место.
Использовав в палеогенетике методы протеомики, исследователи проанализировали белки из половины челюсти из Сяхэ, найденной в 1980 году в пещере Байшия, датируемой возрастом приблизительно 160 тыс. лет. Оказалось, что обладатель челюсти был ближе всего к денисовскому человеку. У тибетского денисовца нижний второй коренной зуб имеет три корня. Трёхкорневые нижние моляры редко встречаются у не азиатских Homo sapiens (менее 3,5 %), но могут превышать 40 % в азиатских популяциях (в Китае) и в Новом Свете. У гоминина из Сяхэ (Hiahe), также как у гоминина из Пэнху (Тайвань), на нижней челюсти из Пещеры с очагом (Cave of Hearth) в местонахождении Макапансгат (ЮАР) и у ланьтяньского человека (КНР), отмечено врождённое отсутствие третьего моляра. Митохондриальная ДНК денисовского человека была секвенирована из образцов осадочной породы из пещеры Байшия, взятых из слоёв 2, 3, 4 (ок. 60 тыс. л. н.), 7 (ок. 100 тыс. л. н.). Значительная часть обрывков мтДНК из верхних слоёв (вероятный возраст — 50 000 — 30 000 лет назад) в пещере Байшия принадлежала Homo sapiens. В слоях 4, 6, 7 и 10 обнаружили ДНК видов животных, которые не присутствовали в этом районе с ~10 тыс. лет назад, включая вымерших гиен и носорогов, кости которых были идентифицированы в слое 10. Слои 8 и 9 не содержали мтДНК млекопитающих. В пещере было найдено 1310 каменных артефактов.
Фрагмент бедра человека, датируемый возрастом от 48 до 32 тыс. лет, методом палеопротеомики был идентифицирован как денисовский.